# بزاق‌لار
بزاق‌لار (به لاتین: Bozakhlar) یک منطقه مسکونی در جمهوری آذربایجان است که در شهرستان بردع واقع شده است.